# Rumänische Eishockeyliga 2017/18
Die Saison 2017/18 war die 87. Spielzeit der rumänischen Eishockeyliga, der höchsten rumänischen Eishockeyspielklasse. Meister wurde der Hauptrunden-Sieger HSC Csíkszereda, der im Playoff-Finale den Hauptrunden-Zweiten ASC Corona 2010 Brașov mit 4:2 Siegen bezwang.

## Teilnehmer
- ASC Corona 2010 Brașov (Erste Liga)
- Steaua Bukarest
- CS Progym Gheorgheni
- CSM Dunărea Galați
- HSC Csíkszereda (Erste Liga)
- Sportul Studențesc

## Modus
In der Hauptrunde absolvierte jede der sechs Mannschaften insgesamt 30 Spiele. Die vier bestplatzierten Mannschaften qualifizierten sich für das Playoff-Halbfinale. Die beiden übrigen Teams spielten Platz fünf und sechs aus. Das Playoff-Halbfinale wurde im Modus Best-of-Five, das Finale im Modus Best-of-Seven ausgespielt. Für einen Sieg nach regulärer Spielzeit erhielt jede Mannschaft drei Punkte, bei einem Sieg nach Overtime gab es zwei Punkte, bei einem Unentschieden einen Punkt und bei einer Niederlage nach regulärer Spielzeit null Punkte.

## Hauptrunde
|    | Klub                   | Sp | S  | OTS | OTN | N  | Tore    | Punkte |
| -- | ---------------------- | -- | -- | --- | --- | -- | ------- | ------ |
| 1. | HSC Csíkszereda        | 30 | 25 | 2   | 1   | 2  | 269:660 | 80     |
| 2. | ASC Corona 2010 Brașov | 30 | 22 | 1   | 2   | 5  | 218:730 | 70     |
| 3. | CS Progym Gheorgheni   | 30 | 17 | 1   | 2   | 10 | 233:105 | 55     |
| 4. | Steaua Bukarest        | 30 | 11 | 0   | 0   | 19 | 154:179 | 33     |
| 5. | CSM Dunărea Galați     | 30 | 10 | 1   | 0   | 19 | 165:142 | 32     |
| 6. | Sportul Studențesc     | 30 | 0  | 0   | 0   | 30 | 053:527 | 0      |

Sp = Spiele, S = Siege, OTS = Siege nach Overtime, OTN = Niederlagen nach Overtime, N = Niederlagen
Erläuterungen: Playoff-Teilnehmer

## Playoffs

### Serie um Platz 5
Die Spiele um Platz 5 wurden im Modus Best-of-Three ausgetragen.
1. Runde: 3. März 2018

2. Runde: 4. März 2018
|                    | Serie |                    | 1   | 2    | 3 | Gesamt |
| CSM Dunărea Galați | 2:0   | Sportul Studențesc | 9:5 | 10:3 | − | 19:8   |

### Halbfinale
Die Halbfinalespiele wurden im Modus Best-of-Five ausgetragen.
1. Runde: 4. und 18. März 2018

2. Runde: 5. und 19. März 2018

3. Runde: 22. März 2018
|                        | Serie |                      | 1   | 2   | 3   | 4 | 5 | Gesamt |
| HSC Csíkszereda        | 3:0   | Steaua Bukarest      | 9:1 | 7:0 | 7:0 | − | − | 23:1   |
| ASC Corona 2010 Brașov | 3:0   | CS Progym Gheorgheni | 5:1 | 6:1 | 5:3 | − | − | 16:5   |

### Serie um Platz 3
Die Spiele um Platz 3 wurden im Modus Best-of-Five ausgetragen.
1. Runde: 26. März 2018

2. Runde: 27. März 2018

3. Runde: 29. März 2018

4. Runde: 30. März 2018

5. Runde: 31. März 2018
|                      | Serie |                 | 1   | 2   | 3    | 4   | 5   | Gesamt |
| CS Progym Gheorgheni | 2:3   | Steaua Bukarest | 3:4 | 4:7 | 10:3 | 7:2 | 1:6 | 25:22  |

### Finale
Die Finalspiele wurden im Modus Best-of-Seven ausgetragen.
1. Runde: 27. März 2018

2. Runde: 28. März 2018

3. Runde: 31. März 2018

4. Runde: 1. April 2018

5. Runde: 3. April 2018

6. Runde: 5. April 2018
|                 | Serie |                        | 1   | 2   | 3   | 4    | 5   | 6   | 7 | Gesamt |
| HSC Csíkszereda | 4:2   | ASC Corona 2010 Brașov | 9:7 | 6:5 | 1:2 | 10:1 | 2:3 | 4:3 | − | 32:21  |